# Bernie Federko
Bernard Allan Federko (* 12. května 1956 Foam Lake, Saskatchewan, Kanada) je bývalý kanadský hokejový útočník. Téměř celou svou kariéru v NHL spojil s týmem St. Louis Blues.

## Hráčská kariéra
S hokejem začínal v rodném městě v týmu Foam Lake Flyers, později hrál tři roky v Saskatoon Blades ve Western Hockey League, kde v posledním roce svého působení zvítězil v bodování celé ligy i počtu asistencí v základní části i play-off. Zaujal tak skauty a v po sezóně, v roce 1976, byl draftován týmem NHL St. Louis Blues z celkově 7. místa a také vybrán v draktu konkurenční ligy WHA do Edmonton Oilers. Podepsal smlouvu se St. Louis Blues. Ve své první sezóně 1976/1977 zahájil v Kansas City Blues v Central Hockey League, kde vedl bodování ligy a byl uprostřed sezóny povolán do prvního týmu St. Louis. Ihned se prosadil i v NHL, ve zbývajících 31 utkáních dal třikrát hattrick. Hvězdou NHL se stal od sezóny 1978/1979, kdy zaznamenal 95 bodů a i v dalších 7 sezónách se jeho bodový zisk pohyboval kolem stovky, celkem čtyřikrát stobodovou hranici překonal. Byl zejména výborným nahrávačem, který dokázal připravit skvělé gólové pozice. Jako první hráč historie NHL zaznamenal 50 a více asistencí v 10 po sobě jdoucích sezónách. Bylo to však v době, kdy lize vládl Wayne Gretzky a Federkovy výkony tak byly zastíněny. V roce 1986 časopis GOAL označil Federka za nejvíce přehlížený hokejový talent.
V St. Louis hrával až do roku 1989 a překonal zde hranici tisíce kanadských bodů. Před sezónou 1989/1990 byl vyměněn do Detroitu, součástí výměny byla další budoucí hvězda NHL Adam Oates. V Detroitu za Stevem Yzermanem nedostával tolik příležitostí a po sezóně v roce 1990 ukončil aktivní kariéru. V NHL odehrál přesně 1000 utkání a zaznamenal 1130 bodů.

## Úspěchy a ocenění
- jmenován nejužitečnějším hráčem Western Hockey League a členem All Star týmu ligy (1976)
- vybrán do NHL All-Star Game - 1980, 1981
- člen Hokejové síně slávy od roku 2002

## Rekordy
- jako první hráč dosáhl 50 asistencí v 10 po sobě jdoucích sezónách NHL

Klubové rekordy St. Louis Blues
- nejvíce utkání v dresu St. Louis Blues (927)
- nejvíce asistencí za St. Louis Blues (721)
- nejvíce kanadských bodů v historii St. Louis Blues (1073)
- nejvíce asistencí za St. Louis Blues v play-off (66)
- nejvíce kanadských bodů v dresu St. Louis Blues v play-off v jedné sezóně - 21 (1986)

## Klubové statistiky
| Sezona                 | Klub              | Soutěž      | Základní část | Základní část | Základní část | Základní část | Základní část | Play off | Play off | Play off | Play off | Play off |
| Sezona                 | Klub              | Soutěž      | Z             | G             | A             | B             | TM            | Z        | G        | A        | B        | TM       |
| ---------------------- | ----------------- | ----------- | ------------- | ------------- | ------------- | ------------- | ------------- | -------- | -------- | -------- | -------- | -------- |
| 1973–74                | Saskatoon Blades  | WCHL        | 68            | 22            | 28            | 50            | 19            | 6        | 0        | 0        | 0        | 2        |
| 1974–75                | Saskatoon Blades  | WCHL        | 66            | 39            | 68            | 107           | 30            | 17       | 15       | 7        | 22       | 8        |
| 1975–76                | Saskatoon Blades  | WCHL        | 72            | 72            | 115           | 187           | 108           | 20       | 18       | 27       | 45       | 8        |
| 1976–77                | Kansas City Blues | CHL         | 42            | 30            | 39            | 69            | 41            | —        | —        | —        | —        | —        |
| 1976–77                | St. Louis Blues   | NHL         | 31            | 14            | 9             | 23            | 15            | 4        | 1        | 1        | 2        | 2        |
| 1977–78                | St. Louis Blues   | NHL         | 72            | 17            | 24            | 41            | 27            | —        | —        | —        | —        | —        |
| 1978–79                | St. Louis Blues   | NHL         | 74            | 31            | 64            | 95            | 14            | —        | —        | —        | —        | —        |
| 1979–80                | St. Louis Blues   | NHL         | 79            | 38            | 56            | 94            | 24            | 3        | 1        | 0        | 1        | 2        |
| 1980–81                | St. Louis Blues   | NHL         | 78            | 31            | 73            | 104           | 47            | 11       | 8        | 10       | 18       | 2        |
| 1981–82                | St. Louis Blues   | NHL         | 74            | 30            | 62            | 92            | 70            | 10       | 3        | 15       | 18       | 10       |
| 1982–83                | St. Louis Blues   | NHL         | 75            | 24            | 60            | 84            | 24            | 4        | 2        | 3        | 5        | 0        |
| 1983–84                | St. Louis Blues   | NHL         | 79            | 41            | 66            | 107           | 43            | 11       | 4        | 4        | 8        | 10       |
| 1984–85                | St. Louis Blues   | NHL         | 76            | 30            | 73            | 103           | 27            | 3        | 0        | 2        | 2        | 4        |
| 1985–86                | St. Louis Blues   | NHL         | 80            | 34            | 68            | 102           | 34            | 19       | 7        | 14       | 21       | 17       |
| 1986–87                | St. Louis Blues   | NHL         | 64            | 20            | 52            | 72            | 32            | 6        | 3        | 3        | 6        | 18       |
| 1987–88                | St. Louis Blues   | NHL         | 79            | 20            | 69            | 89            | 52            | 10       | 2        | 6        | 8        | 18       |
| 1988–89                | St. Louis Blues   | NHL         | 66            | 22            | 45            | 67            | 54            | 10       | 4        | 8        | 12       | 0        |
| 1989–90                | Detroit Red Wings | NHL         | 73            | 17            | 40            | 57            | 24            | —        | —        | —        | —        | —        |
| WCHL celkem            | WCHL celkem       | WCHL celkem | 206           | 133           | 211           | 344           | 157           | 43       | 33       | 34       | 67       | 18       |
| NHL celkem             | NHL celkem        | NHL celkem  | 1000          | 369           | 761           | 1130          | 487           | 91       | 35       | 66       | 101      | 83       |
| Konec hokejové kariéry |                   |             |               |               |               |               |               |          |          |          |          |          |